# La Muntanyeta (Vilanova i la Geltrú)
La Muntanyeta és una muntanya de 40 metres que es troba al municipi de Vilanova i la Geltrú, a la comarca del Garraf.
Està situada a l'extrem oest dels Colls, entre la via del ferrocarril, al sud, el torrent de la Piera, a l'oest, i el camí de Solicrup, al nord. A més, prop del seu cim hi passa el camí de Sant Cristòfol als Colls.

## Galeria

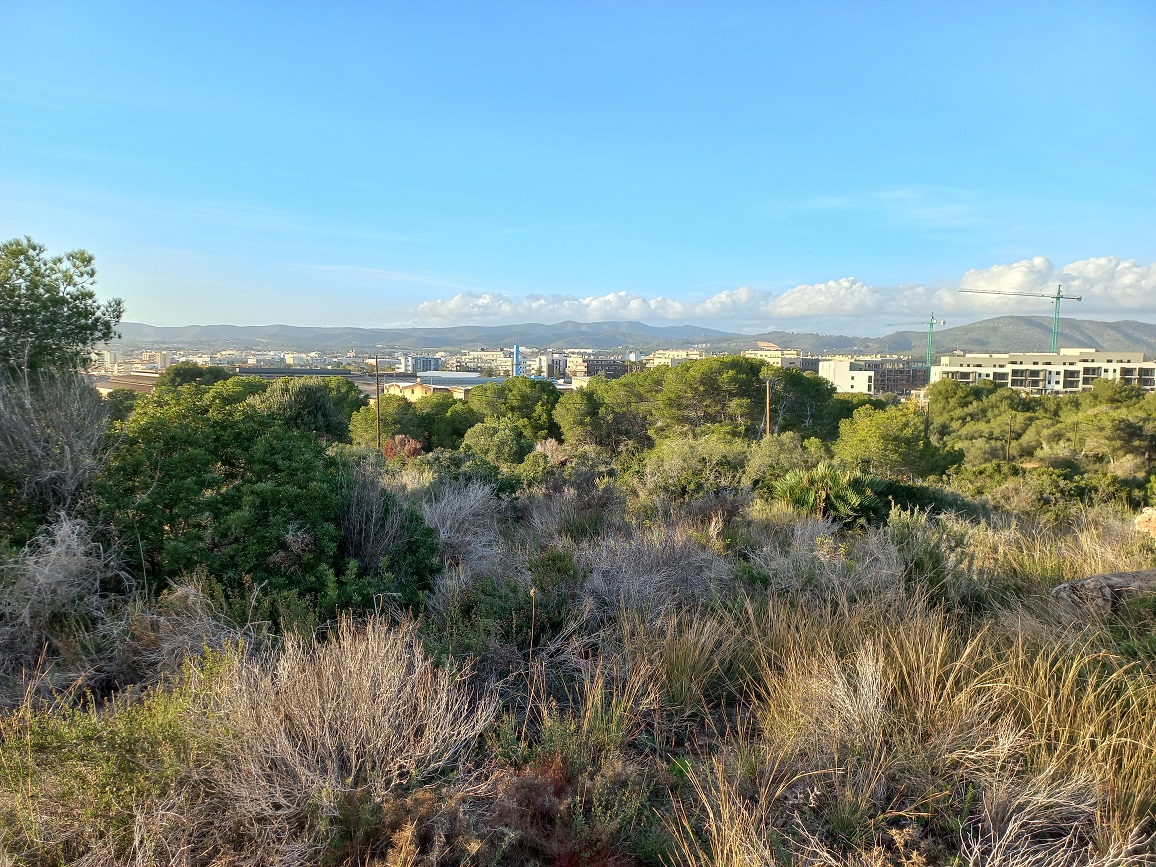
Vista cap al nord des del capdamunt de la Muntanyeta